# (200342) 2000 HT95
(200342) 2000 HT95 es un asteroide perteneciente al cinturón de asteroides descubierto el 28 de abril de 2000 por el equipo del Spacewatch desde el Observatorio Nacional de Kitt Peak, Arizona, Estados Unidos.

## Designación y nombre
Designado provisionalmente como 2000 HT95.

## Características orbitales
2000 HT95 está situado a una distancia media del Sol de 3,117 ua, pudiendo alejarse hasta 3,185 ua y acercarse hasta 3,050 ua. Su excentricidad es 0,021 y la inclinación orbital 10,61 grados. Emplea 2010,79 días en completar una órbita alrededor del Sol.

## Características físicas
La magnitud absoluta de 2000 HT95 es 15,1. Tiene 5,459 km de diámetro y su albedo se estima en 0,078. 